# Liste des œuvres d'art d'Indre-et-Loire
Cet article vise à recenser les œuvres d'art dans l'espace public d'Indre-et-Loire, en France.

## Liste
Les œuvres sont classées par ordre alphabétique de communes et, au sein de celles-ci, par ordre chronologique d'installation, dans la mesure des informations disponibles. 

### Sculptures
| Œuvre                                 | Auteur                       | Commune                      | Localisation                                                | Notes | Installation                            | Coordonnées                             | Illustration |
| ------------------------------------- | ---------------------------- | ---------------------------- | ----------------------------------------------------------- | --- | --------------------------------------- | --------------------------------------- | --- |
| Buste de Léonard de Vinci             | À déterminer                 | Amboise                      | À déterminer                                                | Représente Léonard de Vinci. | À déterminer                            | 47° 24′ 47″ nord, 0° 59′ 09″ est        | Buste de Léonard de Vinci |
| Statue de Léonard de Vinci            | Amleto Cataldi               | Amboise                      | À déterminer                                                | Représente Léonard de Vinci. | À déterminer                            | 47° 24′ 57″ nord, 0° 59′ 08″ est        | Statue de Léonard de Vinci |
| Sans titre                            | François Bauchet             | Azay-le-Rideau               | Château d'Azay-le-Rideau                                    | | 1998                                    | 47° 15′ 32″ nord, 0° 27′ 57″ est        | Image manquante |
| Buste d'Alfred Velpeau,               | Édouard d'Espelosin          | Brèches                      | Sur la place Velpeau, anciennement place de l'Église        | Représente Alfred Velpeau. L'original réalisé par Jean-Pierre Dantan en 1897 est fondu sous le régime de Vichy, dans le cadre de la mobilisation des métaux non ferreux.                              | À déterminer                            | à géolocaliser                          | Image manquante |
| Le Hall d'honneur                     | Erik Dietman                 | Chinon                       | Hall de la mairie de Chinon                                 | | 1993                                    | 47° 08′ 10″ nord, 0° 18′ 25″ est        | Image manquante |
| Statue de René Descartes              | Émilien de Nieuwerkerke      | Descartes                    | À côté de la mairie, rue du Commerce                        | Représente René Descartes. L'originale est érigée en 1845 à La Haye. | 1849                                    | à géolocaliser                          | Statue de René Descartes(en) « René Descartes à Descartes », sur René et Peter van der Krogt                                                                    |
| Buste de René Boylesve                | Camille Garand               | Descartes                    | Dans le jardin public René Boylesve                         | Représente René Boylesve. | 1951                                    | à géolocaliser                          | Image manquante |
| Buste de René de Buxeuil              | Aldo Bartelletty-Daillion    | Descartes                    | Dans le jardin public René Boylesve                         | Représente René de Buxeuil. | 1961                                    | à géolocaliser                          | Buste de René de Buxeuil(en) « René de Buxeuil à Descartes », sur René et Peter van der Krogt                                                                   |
| Statue de Richelieu,                  | Claude Ramey                 | Richelieu                    | Sur la place du Cardinal / place Aristide-Briand            | Représente Armand Jean du Plessis de Richelieu. Érigée sur le pont Louis XVI à Paris en 1829. Retirée en 1836 et placée dans la cour de Marbre du château de Versailles. Elle en est retirée en 1931. | 1932                                    | à géolocaliser                          | Statue de Richelieu« Le Cardinal de Richelieu à Richelieu », sur plateforme ouverte du patrimoine,« Monument à Richelieu à Richelieu », sur À nos grands hommes |
| Statue de Charles de Gaulle           | Michel Audiard               | Saint-Cyr-sur-Loire          | À déterminer                                                | Représente Charles de Gaulle. | À déterminer                            | à géolocaliser                          | Image manquante |
| Statue de Georges Clemenceau          | Michel Audiard               | Saint-Cyr-sur-Loire          | À déterminer                                                | Représente Georges Clemenceau. | À déterminer                            | à géolocaliser                          | Image manquante |
| Passage fer                           | Jean Clareboudt              | Saint-Cyr-sur-Loire          | Parc de la Perraudière                                      | | À déterminer                            | à géolocaliser                          | Image manquante |
| Petits instants de la vie quotidienne | Cécile Pitois                | Saint-Cyr-sur-Loire          | Parc de la Perraudière                                      | | À déterminer                            | à géolocaliser                          | Image manquante |
| Sans titre                            | Pierre Thoretton             | Saint-Cyr-sur-Loire          | Parc de la Perraudière                                      | | À déterminer                            | à géolocaliser                          | Image manquante |
| Sans titre                            | Patrick Saytour              | Saint-Cyr-sur-Loire          | Parc de la Perraudière                                      | | À déterminer                            | à géolocaliser                          | Image manquante |
| Sans titre                            | Marie-Josèphe Petropavlovsky | Saint-Cyr-sur-Loire          | Parc de la Perraudière                                      | | À déterminer                            | à géolocaliser                          | Image manquante |
| Trois Toits pour Saint-Cyr            | Marin Kasimir                | Saint-Cyr-sur-Loire          | Parc de la Perraudière                                      | | À déterminer                            | à géolocaliser                          | Image manquante |
| Statue de Winston Churchill           | Michel Audiard               | Saint-Cyr-sur-Loire          | À déterminer                                                | | À déterminer                            | à géolocaliser                          | Image manquante |
| Statue de Jeanne d'Arc                | Félix Charpentier            | Sainte-Catherine-de-Fierbois | Sur la place Jeanne d'Arc, devant l'église Sainte-Catherine | Représente Jeanne d'Arc. | 1888                                    | 47° 09′ 26″ nord, 0° 39′ 17″ est        | Statue de Jeanne d'Arc |
| Médaillon de Jeanne d'Arc             | Georges-Henri Prud'homme     | Sainte-Catherine-de-Fierbois | Dans la cour de la mairie, rue Boucicault                   | Représente Jeanne d'Arc. | 1929                                    | à géolocaliser                          | Image manquante |
| Le Fruit de l'imagination             | Charlie Boquet               | Sainte-Maure-de-Touraine     | À déterminer                                                | | À déterminer                            | à géolocaliser                          | Image manquante |
| Don Quichotte                         | Jean Vindras                 | Saint-Pierre-des-Corps       | À déterminer                                                | | 2005                                    | à géolocaliser                          | Image manquante |
| Chêne de la liberté                   | Jean Vindras et Fodé Bayo    | Saint-Roch                   | À déterminer                                                | | 2009                                    | à géolocaliser                          | Image manquante |
|                                       |                              | Tours                        | Voir la liste des œuvres d'art de Tours                     | Voir la liste des œuvres d'art de Tours | Voir la liste des œuvres d'art de Tours | Voir la liste des œuvres d'art de Tours | Voir la liste des œuvres d'art de Tours |

### Monuments aux morts
| Œuvre                               | Auteur                      | Commune            | Localisation                            | Notes                                   | Installation                            | Coordonnées                             | Illustration                                                                                             |
| ----------------------------------- | --------------------------- | ------------------ | --------------------------------------- | --------------------------------------- | --------------------------------------- | --------------------------------------- | --- |
| Monument au maquis Conty-Freslon    | Paulette Richon             | Descartes          | Sur la pont Henri IV                    |                                         | À déterminer                            | à géolocaliser                          | Monument au maquis Conty-Freslon(en) « Monument aux morts à Descartes », sur René et Peter van der Krogt |
| Poilu au repos (monument aux morts) | Copie d'après Étienne Camus | La Roche-Clermault | À côté de l'église                      |                                         | À déterminer                            | à géolocaliser                          | Poilu au repos (monument aux morts)                                                                      |
| Poilu au repos (monument aux morts) | Copie d'après Étienne Camus | Savonnières        | À déterminer                            |                                         | À déterminer                            | à géolocaliser                          | Poilu au repos (monument aux morts)                                                                      |
|                                     |                             | Tours              | Voir la liste des œuvres d'art de Tours | Voir la liste des œuvres d'art de Tours | Voir la liste des œuvres d'art de Tours | Voir la liste des œuvres d'art de Tours | Voir la liste des œuvres d'art de Tours                                                                  |

### Fontaines
| Œuvre    | Auteur       | Commune             | Localisation                            | Notes                                   | Installation                            | Coordonnées                             | Illustration                            |
| -------- | ------------ | ------------------- | --------------------------------------- | --------------------------------------- | --------------------------------------- | --------------------------------------- | --------------------------------------- |
| Fontaine | À déterminer | Saint-Paterne-Racan | Rue Velpeau, rue Léo-Lagrange           |                                         | À déterminer                            | 47° 36′ 11″ nord, 0° 28′ 35″ est        | Image manquante                         |
|          |              | Tours               | Voir la liste des œuvres d'art de Tours | Voir la liste des œuvres d'art de Tours | Voir la liste des œuvres d'art de Tours | Voir la liste des œuvres d'art de Tours | Voir la liste des œuvres d'art de Tours |

### Œuvres disparues ou retirées
| Œuvre                              | Auteur        | Commune                      | Localisation                                  | Notes | Installation                            | Coordonnées                             | Illustration                            |
| ---------------------------------- | ------------- | ---------------------------- | --------------------------------------------- | --- | --------------------------------------- | --------------------------------------- | --------------------------------------- |
| Buste de Charles Guinot,           | Henri Varenne | Amboise                      | Lycée Léonard-de-Vinci                        | Représentait Charles Guinot. Fondu sous le régime de Vichy, dans le cadre de la mobilisation des métaux non ferreux.                                                   | 1896                                    | à géolocaliser                          | Image manquante                         |
| Buste de Charles Bidault           | À déterminer  | Bléré                        | Dans le jardin public, place de la République | Représentait Charles Bidault. Fondu sous le régime de Vichy, dans le cadre de la mobilisation des métaux non ferreux.                                                  | À déterminer                            | à géolocaliser                          | Image manquante                         |
| Buste du docteur Fulgence Raymond, | Raymond Bigot | Saint-Christophe-sur-le-Nais | Sur la place de l'hôtel de ville              | Représentait Fulgence Raymond. Fondu sous le régime de Vichy, dans le cadre de la mobilisation des métaux non ferreux. Un vase est installé[Quand ?] sur le piédestal. | 1913                                    | à géolocaliser                          | Image manquante                         |
| Buste du docteur Raphaël Blanchard | Raymond Bigot | Saint-Christophe-sur-le-Nais | Sur la place de l'hôtel de ville              | Représentait Raphaël Blanchard. Fondu sous le régime de Vichy, dans le cadre de la mobilisation des métaux non ferreux.                                                | 1924                                    | à géolocaliser                          | Image manquante                         |
|                                    |               | Tours                        | Voir la liste des œuvres d'art de Tours       | Voir la liste des œuvres d'art de Tours | Voir la liste des œuvres d'art de Tours | Voir la liste des œuvres d'art de Tours | Voir la liste des œuvres d'art de Tours |